# The Miskolc Experience
The Miskolc Experience es un álbum doble documental en vivo, de la banda Sueca Therion, grabado en Hungría en el 2007.
El CD/DVD de la banda se publicó en el sello Nuclear Blast Records, y contiene la participación en uno de los festivales internacionales más importantes de ópera en Miskolc, Hungría en el 2007. 

## Los dos discos
La primera parte de este trabajo se titula Classical Adventures, y trae piezas orquestales sin baterías ni guitarras, de compositores admirados por el líder de Therion, Cristofer Johnsson, especialmente de Wagner. 
La segunda parte, Therion Songs, es la agrupación escandinava entregando sus temas tradicionales en compañía de una orquesta y coro.

### Lista de canciones
Part 1 - Classical Adventures: (44 min.)
1. "Clavicula Nox"
2. "Dvorak: Excerpt from Symphony no. 9"
3. "Verdi: Vedi! le fosche notturne spotigle from Il Trovatore"
4. "Mozart: “Dies Irae” from Reqiuem"
5. "Saint-Saens: Excerpt from Symphony No. 3"
6. "Wagner: “Notung! Notung! Niedliches Schwert!” from The Ring"
7. "Wagner: Excerpt from the Overture from Rienzi"
8. "Wagner: Second part of “Der Tag ist da” from Rienzi"
9. "Wagner: First part of “Herbei! Herbei!” from Rienzi"

Part 2 - Therion Songs: (66 min.)
1. "Blood of Kingu"
2. "Sirius B"
3. "Lemuria"
4. "Eternal Return"
5. "Draconian Trilogy"
6. "Schwartsalbenheim"
7. "Via Nocturna"
8. "The Rise of Sodom and Gomorrah"
9. "Grand Finale"

## Bonus Features (DVD)
- Documental (20 min.)
- Therion Goes Classic – Bucharest (16 min.)